# Noah Wyle
Noah Wyle, né le 4 juin 1971 à Los Angeles, en Californie, est un acteur et producteur américain.
Il est notamment connu pour ses rôles télévisés tels que John Carter dans Urgences (1994-2009), Tom Mason (en) dans Falling Skies (2011-2015) ou encore celui de l'aventurier Flynn Carson dans la franchise homonyme (2004-2018).

## Biographie

### Enfance, formation et débuts
Noah Wyle est issu d'une famille de trois enfants. Son père, Stephen Wyle, est ingénieur en électricité, et sa mère, Marty Wyle (née Speer), est infirmière.
Pendant ses études au lycée, il participe à un programme de théâtre à l'université Northwestern et apparaît dans des pièces de théâtre[réf. souhaitée]. Après avoir été repéré, il prend des leçons auprès du professeur de théâtre Larry Moss (en), vivant alors dans un petit appartement sur Hollywood Boulevard.
Ses premières apparitions à l'écran sont dans des mini-séries de télévision et dans le film Crooked Hearts (Amour déloyal) en 1990.

### Carrière

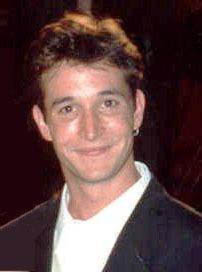
Noah Wyle en 1995.

Noah Wyle se fait connaître aux yeux du grand public avec le rôle du Dr John Carter dans la série Urgences créé par Michael Crichton, et produite par Steven Spielberg. Avec 255 épisodes, il est l'acteur qui a le plus participé à la série.
Il est aussi connu pour avoir incarné le rôle de Steve Jobs dans le téléfilm Les Pirates de la Silicon Valley (1999) de Martyn Burke et le personnage de Flynn Carson dans la série télévisée Flynn Carson et les Nouveaux Aventuriers.
De 2011 à 2015, il interprète le rôle principal de la série Falling Skies, produite par Steven Spielberg et diffusée sur la chaîne américaine TNT, qui a pour sujet l'invasion de la Terre par des extra-terrestres,.
En 2019, il joue le personnage principal de la série The Red Line (en).
En 2020, il rejoint le casting du redémarrage de la série Leverage: Redemption, diffusée en 2021.

### Vie privée
En 1996, le jeune acteur rencontre Tracy Warbin, maquilleuse de cinéma, et l'épouse le 6 mai 2000. Le couple a un fils, Owen Strausser Speer Wyle (né le 9 novembre 2002) et une fille, Auden Wyle (née le 15 octobre 2005). Le couple se sépare en 2009 et divorce le 15 janvier 2010.
En 2012, il rencontre Sara Well, une actrice. Il l'épouse en juin 2014. Le 22 juin 2015, naît leur fille Frances Harper Wyle.

## Filmographie

### Acteur

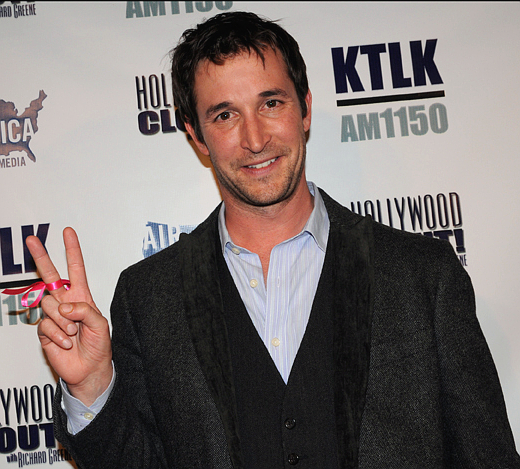
Noah Wyle en 2009.

- 1985 : Lust in the Dust : le jeune garçon (non crédité)
- 1990 : Confiance aveugle : Eric (2 épisodes)
- 1991 : Crooked Hearts : Ask
- 1992 : Des hommes d'honneur : caporal Jeffrey Owen Barnes
- 1993 : Swing Kids : Emil Lutz
- 1994 : There Goes My Baby : Michael Finnegan
- 1994 : Guinevere (en) : Lancelot (téléfilm)
- 1994 - 2005, 2009 : Urgences (Saisons 1 à 12 et 15) : Dr John Carter (255 épisodes)
- 1995 : Friends : Dr Jeffrey Rosen (1 épisode)
- 1996 : 1, rue Sésame : Dr Coburn (2 épisodes)
- 1997 : Back Home : Warren
- 1999 : Can't Stop Dancing : Poe
- 1999 : Les Pirates de la Silicon Valley : Steve Jobs (téléfilm)
- 2000 : Point limite (Fail Safe) : Buck (téléfilm)
- 2000 : TV business : Davis G. Green (1 épisode)
- 2001 : Donnie Darko : Prof. Kenneth Monnitoff
- 2001 : La Loi des armes (Scenes of the Crime) : Seth
- 2002 : Plus jamais (Enough), de Michael Apted : Robbie
- 2002 : Laurier blanc : Mark Richards
- 2003 : Fall of Knippel : Ed (court-métrage)
- 2004 : Les Aventures de Flynn Carson : Le mystère de la lance sacrée (The Librarian: Quest for the Spear) (TV) : Flynn Carson
- 2005 : The Californians : Gavin Ransom
- 2006 : Les Aventures de Flynn Carson : Le trésor du roi Salomon (The Librarian: Return to King Solomon's Mines) (TV) : Flynn Carson
- 2008 : W. : L'Improbable Président (W.) d'Oliver Stone : Don Evans
- 2008 : Les Aventures de Flynn Carson : Le Secret de la coupe maudite (The Librarian: The Curse of the Judas Chalice) (TV) : Flynn Carson
- 2008 : Le Prix du silence (Nothing But the Truth) : Avril Aaronson
- 2008 : La Patriote (An American Affair) de William Olsson : Mike Stafford
- 2010 : Below the Beltway de Dave Fraunces : Patrick
- 2010 : Queen of the Lot de Henry Jaglom : Aaron Lambert
- 2011-2015 : Falling Skies : Tom Mason (52 épisodes)
- 2013 : Snake and Mongoose de Wayne Holloway : Arthur Spear
- 2013 : Les Bio-Teens : Dr Evans (1 épisode)
- 2014 : Phinéas et Ferb : voix de Martin le nouveau vendeur (1 épisode)
- 2014-2018 : Flynn Carson et les Nouveaux Aventuriers : Flynn Carson (23 épisodes)
- 2015 : The World Made Straight de David Burris : Leonard
- 2015 : Drunk History : Thomas Nast (Saison 3 épisode 8)
- 2016 : Adoptable : Noah Wyle (4 épisodes)
- 2016 : Angie Tribeca : Hospital administrator (1 épisode)
- 2017 : The Secret Man - Mark Felt (Mark Felt: The Man Who Brought Down the White House) de Peter Landesman : Stan Pottinger
- 2017 : Shot de Jeremy Kagan : Mark Newman
- 2018 : The Romanoffs de Matthew Weiner (série télévisée) : Ivan
- 2019 : The Red line, série : Daniel Calder
- 2021-présent : Leverage: Redemption : Harry Wilson (29 épisodes)
- 2025-présent : The Pitt : Dr Michael "Robby" Robinavitch

### Réalisateur
- 2015 : Falling Skies, saison 5, épisode 8
- 2015-2018 : Flynn Carson et les Nouveaux Aventuriers, 5 épisodes
- 2021 : Leverage: Redemption, 5 épisodes

### Producteur
- 2006 : Les Aventures de Flynn Carson : Le trésor du roi Salomon
- 2008 : Les Aventures de Flynn Carson : Le Secret de la coupe maudite
- 2012 : Falling Skies, saisons 2-5
- 2014-2017 : Flynn Carson et les Nouveaux Aventuriers (The Librarians)
- 2025 : The Librarians: The Next Chapter

## Voix francophones
En France, Éric Missoffe est la voix régulière de Noah Wyle dans la quasi-totalité de ses apparitions depuis 1992.
Au Québec
- Jean-François Beaupré dans :
  - Rien que la vérité
  - W. : L'Improbable Président

Et aussi
- Sébastien Dhavernas dans Des hommes d'honneur

## Distinctions

### Récompenses
- Screen Actors Guild Awards 1996 : Meilleure distribution pour une série dramatique pour Urgences partagé avec George Clooney, Anthony Edwards, Eriq La Salle, Julianna Margulies, Gloria Reuben et Sherry Stringfield.
- 1997 : Online Film & Television Association Awards du meilleur acteur dans un second rôle dans une série télévisée dramatique pour Urgences
- Screen Actors Guild Awards 1997 : Meilleure distribution pour une série dramatique pour Urgences
- 1997 : Viewers for Quality Television Awards du meilleur acteur dans un second rôle dans une série télévisée dramatique pour Urgences
- 1998 : Online Film & Television Association Awards du meilleur acteur dans un second rôle dans une série télévisée dramatique pour Urgences
- Screen Actors Guild Awards 1998 : Meilleure distribution pour une série dramatique pour Urgences
- 1999 : Online Film & Television Association Awards du meilleur acteur dans un second rôle dans une série télévisée dramatique pour Urgences
- Screen Actors Guild Awards 1999 : Meilleure distribution pour une série dramatique pour Urgences
- 2000 : Online Film & Television Association Awards du meilleur acteur dans un second rôle dans une série télévisée dramatique pour Urgences
- 2001 : Prism Awards du meilleur acteur dans une série télévisée dramatique pour Urgences
- 2001 : TV Guide Awards du meilleur acteur dans un second rôle dans une série télévisée dramatique pour Urgences
- 2003 : Prism Awards du meilleur acteur dans une série télévisée dramatique pour Urgences
- Saturn Awards 2015 : Lauréat du Prix Spécial Artist Showcase.
- 2025 : Astra TV Award 2025 : Meilleur acteur dans une série dramatique pour The Pitt et Meilleur casting dans une série dramatique en streaming pour The Pitt
- 2025 : Dorian TV Awards 2025 : Meilleure performance dans une série dramatique pour The Pitt
- 2025 : Télévision Critics Association Awards 2025 : Meilleure interprétation dans une série dramatique pour The Pitt

### Nominations
- Screen Actors Guild Awards 1995 : Meilleure distribution pour une série dramatique pour Urgences
- Primetime Emmy Awards 1995 : Meilleur acteur dans un second rôle dans une série télévisée dramatique pour Urgences
- Primetime Emmy Awards 1996 : Meilleur acteur dans un second rôle dans une série télévisée dramatique pour Urgences
- Golden Globes 1997 : Meilleur acteur dans un second rôle dans une série, une mini-série ou un téléfilm pour Urgences
- Primetime Emmy Awards 1997 : Meilleur acteur dans un second rôle dans une série télévisée dramatique pour Urgences
- Golden Globes 1998 : Meilleur acteur dans un second rôle dans une série, une mini-série ou un téléfilm pour Urgences
- 1998 : Viewer's for Quality Television Awards du meilleur acteur dans un second rôle dans une série télévisée dramatique pour Urgences
- Primetime Emmy Awards 1998 : Meilleur acteur dans un second rôle dans une série télévisée dramatique pour Urgences
- Golden Globes 1999 : Meilleur acteur dans un second rôle dans une série, une mini-série ou un téléfilm pour Urgences
- Primetime Emmy Awards 1999 : Meilleur acteur dans un second rôle dans une série télévisée dramatique pour Urgences
- 1999 : Teen Choice Awards du meilleur acteur dans un second rôle dans une série télévisée dramatique pour Urgences
- Screen Actors Guild Awards 2000 : Meilleure distribution pour une série dramatique pour Urgences
- Screen Actors Guild Awards 2001 : Meilleure distribution pour une série dramatique pour Urgences
- Saturn Awards 2005 : Meilleur acteur dans un téléfilm pour Les Aventures de Flynn Carson : Le Mystère de la lance sacrée
- Saturn Awards 2007 : Meilleur acteur de télévision dans un téléfilm pour Les Aventures de Flynn Carson : Le trésor du roi Salomon
- Saturn Awards 2009 : Meilleur acteur de télévision dans un téléfilm pour Les Aventures de Flynn Carson : Le Secret de la coupe maudite
- Saturn Awards 2012 : Meilleur acteur de télévision dans une série télévisée dramatique pour Falling Skies
- Saturn Awards 2014 : Meilleur acteur de télévision dans une série télévisée dramatique pour Falling Skies
- Saturn Awards 2015 : Meilleur acteur de télévision dans une série télévisée dramatique pour Falling Skies
- Gotham TV Awards 2025 : Meilleure performance principale dans une série dramatique pour The Pitt
- Primetime Emmy Awards 2025 : Meilleur acteur dans une série dramatique pour The Pitt